# Bilohorivka (Donetsk)
Bilohórivka (en ucraniano: Білого́рівка ) es una localidad de Ucrania ubicada en el raión de Bajmut en el óblast de Donetsk. Tiene una población estimada, a principios de 2001, de 134 habitantes. Se encuentra a una altitud de 132 m sobre el nivel del mar.

## Historia
El pueblo fue atacado por las fuerzas rusas durante la invasión rusa de Ucrania en 2022. A partir del 27 de junio de 2022, según el mapa Deep State Live (fuentes de Ucrania), el extremo este de Bilohórivka (al este de la carretera principal) estaba bajo ocupación ilegal rusa.